# Afropesa
Afropesa is een spinnengeslacht uit de familie Entypesidae. De wetenschappelijke naam van dit geslacht werd voor het eerst geldig gepubliceerd in 2021 door Zonstein en Ríos-Tamayo. 

## Soorten
Het geslacht omvat de volgende soorten:
- Afropesa gauteng Zonstein & Ríos-Tamayo, 2021
- Afropesa schoutedeni (Benoit, 1965)
- Afropesa schwendingeri Zonstein & Ríos-Tamayo, 2021